# Corybantes mathani
Corybantes mathani is een vlinder uit de familie Castniidae. De wetenschappelijke naam van de soort is, als Castnia mathani, in 1881 door Charles Oberthür gepubliceerd.
De soort komt voor in het Neotropisch gebied.

## Ondersoorten
- Corybantes mathani mathani (Brazilië)
- Corybantes mathani atrata (Röber, 1931) (Peru)
  - = Castnia atrata Röber, 1931